# Siraquelé
Siraquelé, Seraquelé ou Saraclé é uma comuna rural da circunscrição de Cutiala, na região de Sicasso ao sul do Mali.

## História
O explorador francês René Caillié parou em Siraquelé em 17 de fevereiro de 1828 em sua jornada para Tombuctu. Ele estava viajando com uma caravana que transportava nozes de cola para Jené. Em seu livro Viagens através da Ásia Central para Tombuctu publicado em 1830, escreveu o nome da vila omo Saraclé. Segundo ele:
| “ | Às 11 paramos em Saraclé, uma pequena vila amuralhada, que tem um mercado muito bem suprido. Na entrada da vila eu observei uma fonte: o solo em que foi cavada, consistia em terra acinzentada misturada com areia e cascalho. A fonte tem de 15 a 18 pés de profundidade, e a água é mantida limpa e agradável ao sabor. Não tinha nenhum invólucro, e perto dela há um grande buraco, no qual os negros jogam a água na qual lavam suas roupas. Embora essa água estava muito suja, homens e mulheres lavavam suas faces nela toda manhã; e muitas pessoas pertencentes a nossa companhia seguiram seu exemplo. | ” |

Em 1889, Tiesso solicitou a ajuda do fama Tiebá (r. 1866–1893) pois não estava em bons termos com o chefe de Siraquelé. Fincadago Traoré, chefe de Siraquelé, se encontrou com Tiebá em Ulinguena e entregou-lhe 200 000 cauris, 5 cavalos, 40 ovelhas e três carregamentos de milhete. Tiebá aceitou os presentes e desistiu de seu plano de aniquilar a vila.